# Ocupação indonésia de Timor-Leste
Ocupação de Timor-Leste pela Indonésia, ou também Luta pela independência de Timor-Leste, foi um conflito armado ocorrido em Timor-Leste que teve início em dezembro de 1975, com a invasão do atual território de Timor-Leste pelas forças da Indonésia, a outubro de 1999. Após séculos de domínio colonial português na parte oriental da ilha de Timor, um golpe de Estado em Portugal em 1974 levou à descolonização entre suas ex-colônias, criando instabilidade no território e deixando seu futuro incerto. Depois de uma guerra civil em pequena escala, a FRETILIN, pró-independência, reclama a vitória na capital Díli e declara Timor-Leste independente, em 28 de novembro de 1975.
Reivindicando ajuda solicitada pelos líderes timorenses, as forças militares indonésias invadiram a parte oriental da ilha em 7 de dezembro de 1975 e destruíram a resistência armada à ocupação. Na sequência de uma controversa "Assembleia Popular", que muitos disseram que não era um verdadeiro ato de autodeterminação, a Indonésia declarou o território como uma província da Indonésia. Por vinte e cinco anos, a população do Timor-Leste foi submetida a execuções extrajudiciais, tortura e fome.
A 20 de Junho de 1988, dez estudantes timorenses na Indonésia proclamaram a Insurreição Geral Política dos Estudantes de Timor-Leste, liderados por Fernando La Sama de Araújo. Este momento, juntamente com a criação da organização RENETIL, reforçaram e desenvolveram a consciência política, dando visibilidade exterior à luta, autodeterminação e independência timorense.
O Massacre de Santa Cruz em 1991 causou indignação em todo o mundo, e os relatórios de outros crimes similares eram inúmeros. A resistência à dominação da Indonésia manteve-se forte; em 1996, o Prêmio Nobel da Paz foi atribuído a dois grandes Homens do Timor-Leste, o Bispo da Igreja Católica D.Carlos Filipe Ximenes Belo e o representante da FRETILIN no exterior, José Ramos-Horta, pelos seus esforços em curso para acabar com a ocupação pacificamente. Uma votação em 1999 para determinar o futuro do território resultou em uma esmagadora maioria a favor da independência, e em 2002, Timor-Leste tornou-se uma nação independente. Estima-se que a ocupação custou mais de 100 000 mortes no território, para uma população de menos de um milhão de pessoas.

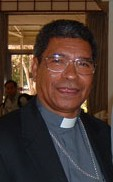
Carlos Filipe Ximenes Belo.

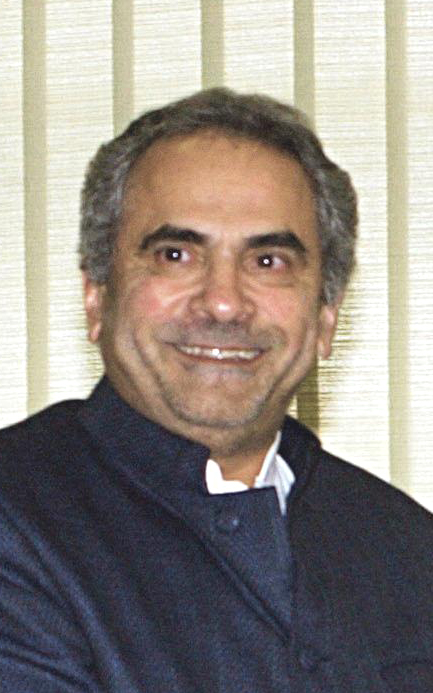
José Ramos-Horta.

Imediatamente após a invasão, a Assembleia Geral da ONU e o Conselho de Segurança aprovaram resoluções condenando as ações da Indonésia e pedindo a retirada imediata. Os governos dos Estados Unidos, Austrália e Reino Unido foram de apoio a Indonésia, durante a ocupação. O presidente dos Estados Unidos, Gerald Ford e o Secretário de Estado Henry Kissinger se reuniram com o presidente indonésio Suharto, na véspera da invasão, e deram a sua aprovação para a invasão. A Austrália e a Indonésia eram as únicas nações do mundo a reconhecer Timor-Leste como uma província da Indonésia, e logo depois começaram as negociações para dividir os recursos encontrados no zona marítima circundante, conhecida como Timor Gap. Outros países, incluindo o Japão, Canadá e Malásia, também apoiaram o governo indonésio. A anexação e a repressão do movimento de independência do Timor-Leste, no entanto, causaram um grande dano à reputação da Indonésia e à sua credibilidade internacional.
Após a votação de 1999 para a independência, os grupos paramilitares trabalhando com os militares indonésios empreenderam uma última onda de violência durante a qual a maioria das infraestruturas do país foram destruídas. Depois das forças indonésias deixaram Timor-Leste, a Administração Transitória das Nações Unidas em Timor-Leste administrou o território durante dois anos, estabelecendo uma "Unidade de Crimes Graves" para investigar e julgar crimes cometidos durante o ano de 1999. Seu âmbito limitado e o pequeno número de sentenças proferidas pelos tribunais da Indonésia causaram em muitos observadores um convite de um tribunal internacional para o Timor-Leste.